# Orchesia marseuli
Orchesia marseuli is een keversoort uit de familie zwamspartelkevers (Melandryidae). De wetenschappelijke naam van de soort werd in 1895 gepubliceerd door George Lewis.
De soort komt voor in Japan. De naam verwijst naar de Franse entomoloog Sylvain Auguste de Marseul.